# Ntotila mochidai
Ntotila mochidai är en insektsart som beskrevs av Irena Dworakowska 1974. Ntotila mochidai ingår i släktet Ntotila och familjen dvärgstritar. Inga underarter finns listade i Catalogue of Life.